# Reichenbachia emoyteis
Reichenbachia emoyteis är en skalbaggsart som beskrevs av Albert A. Grigarick och Schuster 1967. Reichenbachia emoyteis ingår i släktet Reichenbachia och familjen kortvingar. Inga underarter finns listade i Catalogue of Life.